# Orona
Orona (Hull Island) je nenaseljeni koraljni otok u sastavu Kiribata.

## Zemljopis
Nalazi se u grupaciji otoka Phoenix, 93 km zapadno od Manre.
Unutrašnjost otoka zauzima laguna najveće dubine od oko 10 metara. Iako nije direktno povezana s oceanom, morska voda redovito prodire u lagunu za vrijeme plime ili većih valova.

## Povijest
Marae, ostaci skloništa i grobovi na istoku Orone dokazi su da je bila naseljena još u drevna vremena.
Iako nije poznato tko je otok pronašao u "moderna" vremena, zna se da mu je ime Hull Island dodijelio kapetan Charles Wilkes u čast komodoru američke mornarice, Isaacu Hullu.

## Flora i fauna
Invazivne vrste koje obitavaju (ili su obitavale) na otoku su mačke, štakori, svinje i psi. Osim njih doseljenici su se brinuli i o patkama i domaćim kokošima, no nije poznato jesu li se održale do danas. Autohtone vrste su morske kornjače, ptice, rakovi, razni gušteri i brojni insekti.
Zapadni dio otoka uglavnom je prekriven kokosovim palmama, koje dosežu visinu od 12 do 18 metara. Ostatkom dominiraju manja stabla (6 do 12 m), grmovi i trave.

## Vanjske poveznice
|  | Zajednički poslužitelj ima još gradiva o temi Orona |